# Bill O'Reilly
William James O'Reilly Jr., detto Bill (New York, 10 settembre 1949), è un giornalista, conduttore televisivo, opinionista e scrittore statunitense.
A partire dagli anni '70 è stato conduttore del telegiornale di stazioni televisive nazionali come CBS News ed ABC News (per la quale si è aggiudicato due Emmy per l'eccellenza nella sua professione) fino ad approdare alla Fox News, per la quale ha condotto la sua trasmissione personale The O'Reilly Factor fino al 2017, anno in cui è stato allontanato dalla stazione televisiva dopo che un articolo pubblicato dal New York Times riportò che il giornalista era stato coinvolto in cinque cause legali per cattiva condotta sessuale.

## Biografia

### Infanzia e studi
Bill O'Reilly nasce il 10 settembre 1949 a Washington Heights, un quartiere situato nella parte settentrionale di Manhattan a New York, da William O'Reilly Sr. e Winifred Angela Drake. Alcuni degli antenati di suo padre vivevano nella contea di Cavan, in Irlanda, dall'inizio del XVIII secolo, e da parte di sua madre ha antenati provenienti dall'Irlanda del Nord. Ha vissuto insieme alla famiglia in un piccolo appartamento a Fort Lee, nel New Jersey. Nel 1951, la sua famiglia si trasferì a Levittown, a Long Island.
O'Reilly frequentò la scuola parrocchiale St. Brigid a Westbury e la Chaminade High School, una scuola superiore cattolica privata maschile, a Mineola. Suo padre voleva invece che frequentasse la Chaminade, ma O'Reilly preferiva la W. Tresper Clarke High School, la scuola pubblica frequentata dalla maggior parte dei suoi amici più cari. Giocò a baseball nella Little League ed era il portiere della squadra di hockey universitaria della Chaminade. Durante gli anni del liceo, incontrò il futuro cantante Billy Joel, che O'Reilly descrisse come un "teppista". Intervistato successivamente in un programma televisivo, affermò che Joel "era nella sezione di Hicksville – aveva la mia stessa età – ed era un teppista. Si tirava i capelli all'indietro così. E lo conoscevamo, perché i suoi ragazzi fumavano e facevano questo e quello, e noi eravamo più atletici".
Dopo essersi laureato al Chaminade nel 1967, O'Reilly frequentò il Marist College di Poughkeepsie, dove si laureò in storia. Trascorse il suo terzo anno di college all'estero, frequentando il Queen Mary University of London. Conseguì la laurea in storia nel 1971. Dopo essersi laureato al Marist College, O'Reilly si trasferì a Miami, dove insegnò inglese e storia alla Monsignor Pace High School dal 1970 al 1972. Tornò a scuola nel 1973 e conseguì un Master in giornalismo radiotelevisivo presso l'Università di Boston. È stato contemporaneamente reporter e editorialista per vari giornali locali e settimanali di notizie alternative, tra cui il Boston Phoenix, e ha fatto uno stage nella redazione di WBZ-TV. Nel 1995 ha frequentato la Harvard Kennedy School e ha conseguito un Master in amministrazione pubblica nel 1996.

### Carriera giornalistica

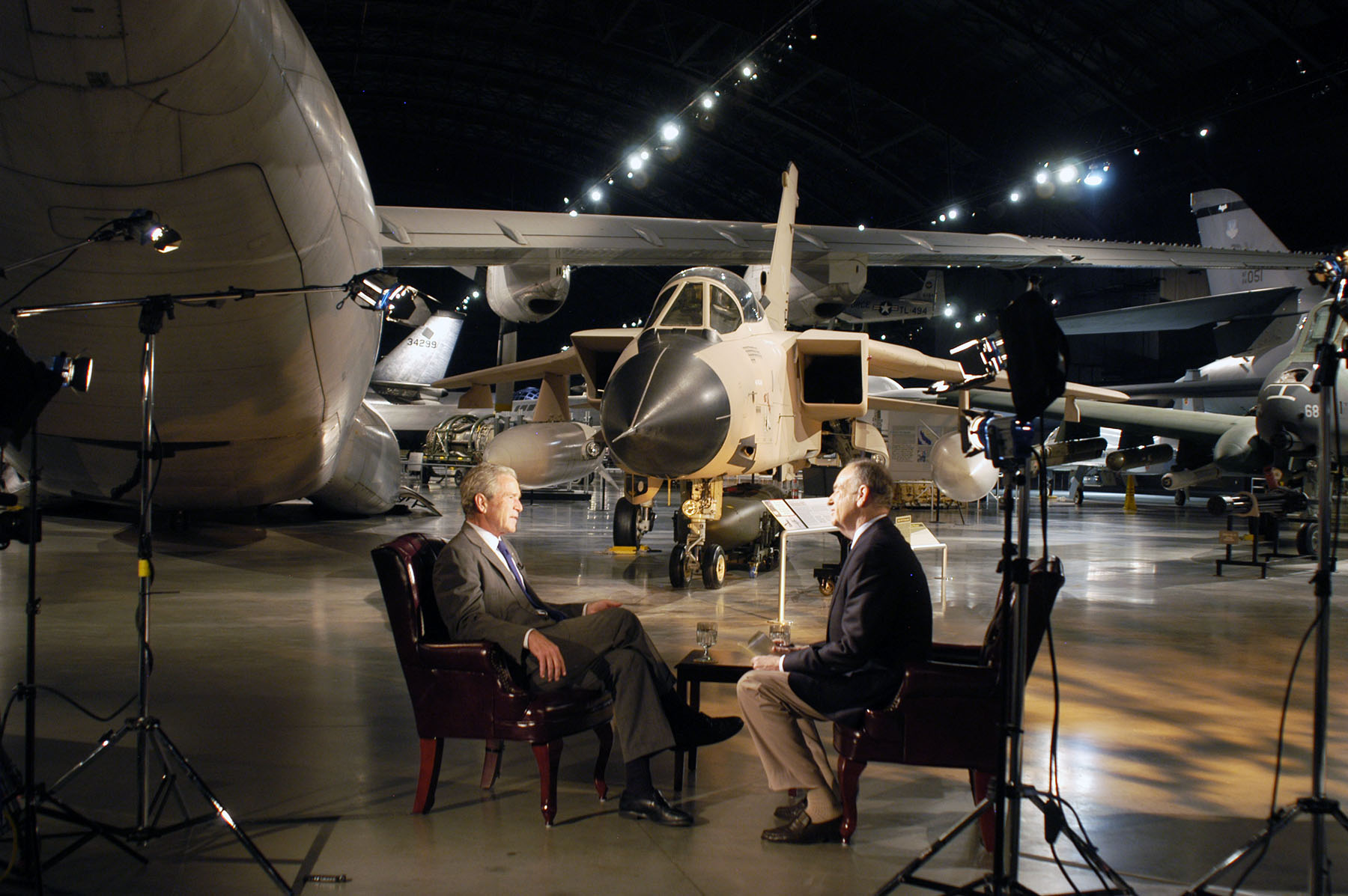
O'Reilly mentre intervista l'ex presidente George W. Bush nel 2010.

O'Reilly cominciò a fare televisione negli anni '70 partendo da svariate reti locali come WNEP-TV a Scranton, in Pennsylvania, dove si occupava anche di previsioni meteo. Alla WFAA-TV di Dallas, O'Reilly ricevette il Dallas Press Club Award per l'eccellenza nel giornalismo investigativo. Successivamente si trasferì a KMGH-TV a Denver, dove vinse un Emmy locale per la sua copertura di un dirottamento aereo. O'Reilly lavorò anche per WFSB a Hartford, nel Connecticut, dal 1979 al 1980, anno in cui condusse poi il programma di informazione locale 7:30 Magazine alla WCBS-TV di New York. Poco dopo, come conduttore e corrispondente del WCBS News, vinse il suo secondo Emmy per un'indagine su alcuni ufficiali comunali corrotti.
Nel 1982 passa definitivamente alla CBS News come corrispondente della guerra civile a El Salvador in loco e nelle isole Falkland da Buenos Aires. Lasciò la CBS a causa di una disputa riguardante l'uso non accreditato, in un servizio di Bob Schieffer, di un filmato di una rivolta in risposta alla resa della giunta militare, girato dalla troupe di O'Reilly a Buenos Aires poco dopo la fine della guerra. Entrò così alla WNEV-TV (ora WHDH) a Boston come reporter nei giorni feriali, conduttore del fine settimana e in seguito come conduttore del notiziario locale dell'emittente, New England Afternoon. Nel 1984 entrò alla KATU di Portland, in Oregon, dove rimase per nove mesi, poi tornò a Boston e si unì a WCVB-TV come reporter ed editorialista per NewsCenter 5.
Nel 1986 passò alla ABC News, dove, durante il suo mandato triennale, ricevette due Emmy e due National Headliner Awards per l'eccellenza nel giornalismo. Qui condusse brevi notiziari diurni che anticipavano le storie da riportare sul World News Tonight del giorno e lavorò come reporter di incarichi generali per i programmi di ABC News, tra cui Good Morning America, Nightline e World News Tonight.
Nel 1989 O'Reilly si unì a Inside Edition, un programma televisivo di gossip scandalistico prodotto da King World (ora CBS Television Distribution). Divenne il conduttore del programma tre settimane dopo la fine del coinvolgimento del conduttore originale David Frost. Nel 1995, l'ex conduttrice di NBC News e CBS News Deborah Norville sostituì O'Reilly in Inside Edition; O'Reilly aveva espresso il desiderio di lasciare il programma nel luglio 1994.

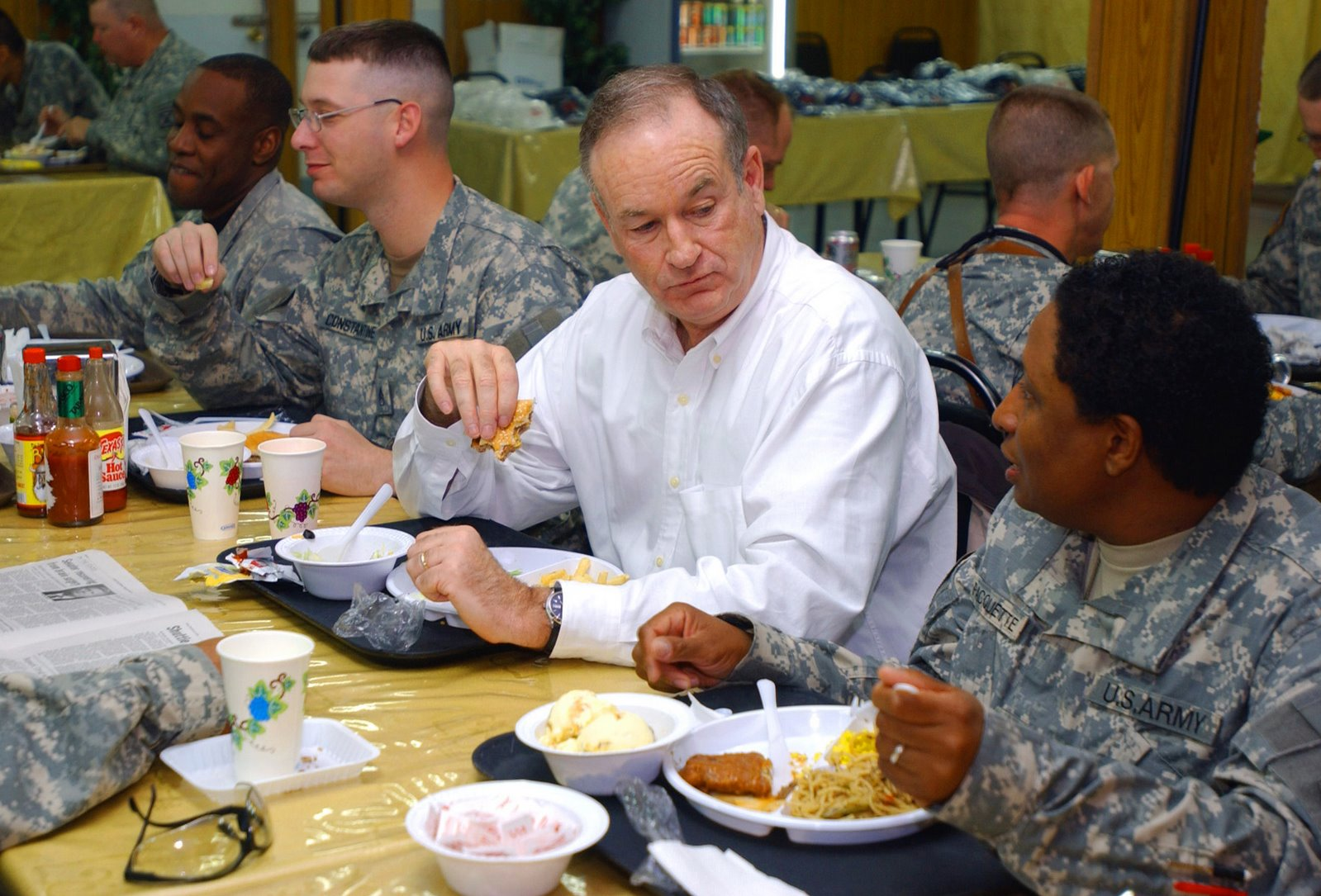
O'Reilly mentre pranza con alcuni militari al Victory Base Complex a Baghdad nel 2006.

Nell'ottobre del 1996, O'Reilly fu assunto da Roger Ailes, presidente e CEO dell'allora startup Fox News, per condurre The O'Reilly Report. Il programma fu ribattezzato The O'Reilly Factor in onore delle osservazioni del suo amico ed esperto di branding John Tantillo sul cosiddetto "Fattore O'Reilly" in tutti gli articoli che raccontava. Divenne regolarmente il programma con gli ascolti più alti tra i tre principali canali televisivi di notizie via cavo statunitensi 24 ore su 24 e diede inizio alla tendenza verso una programmazione di notizie via cavo in prima serata più orientata all'opinione pubblica. Il programma veniva registrato nel tardo pomeriggio in uno studio di New York e andava in onda tutti i giorni feriali su Fox News Channel alle 20:00 (ora della costa orientale) e veniva ritrasmesso alle 23:00. Organizzazioni di monitoraggio dei media progressisti come Media Matters e Fairness and Accuracy in Reporting hanno criticato i suoi resoconti su una varietà di questioni, accusandolo di distorcere i fatti e di utilizzare statistiche fuorvianti o errate. Nel 2008, citando numerose inesattezze nei suoi resoconti, MediaMatters for America gli ha conferito il suo primo premio annuale "Misinformer of the Year".
Dopo gli attacchi dell'11 settembre, O'Reilly accusò la United Way of America e la Croce Rossa Americana di non aver consegnato milioni di dollari di donazioni, raccolte dalle organizzazioni in nome del disastro, alle famiglie delle vittime degli attacchi. Riferì che le organizzazioni avevano travisato le loro intenzioni riguardo alla raccolta fondi non distribuendo l'intero fondo di soccorso per l'11 settembre alle vittime. L'attore George Clooney rispose, accusandolo di aver travisato i fatti e di aver danneggiato gli sforzi di soccorso incitando il "panico" tra i potenziali donatori.

### Nel cinema e nella televisione
O'Reilly è stato impegnato anche cinematograficamente, apparendo nel ruolo di sé stesso nei film An American Carol (2008), Iron Man 2 (2010), Transformers 3 (2011) e Man Down (2015).
È stato anche produttore esecutivo dei film per la televisione Killing Lincoln, Killing Kennedy, Killing Jesus e Killing Reagan, tratti da una serie di saggi scritti dallo stesso O'Reilly.

## Accuse di molestie sessuali
Nell'aprile 2017, il New York Times ha pubblicato un articolo dove viene riportato che la Fox News e O'Reilly avevano patteggiato cinque cause legali che coinvolgevano alcune donne che accusavano O'Reilly di cattiva condotta sessuale. Dopo la pubblicazione degli accordi, The O'Reilly Factor ha perso più della metà dei suoi inserzionisti in una settimana; quasi 60 aziende hanno ritirato la loro pubblicità televisiva dal programma a causa di una crescente reazione negativa contro O'Reilly. Il 19 aprile, la Fox News ha annunciato che O'Reilly non sarebbe tornato sulla rete. Il programma, rinominato The Factor, proseguì sotto la conduzione di Dana Perino e ha trasmesso il suo ultimo episodio il 21 aprile. Dopo il licenziamento di O'Reilly, i mercati finanziari risposero positivamente alla decisione di Fox News e la sua società madre, la 21st Century Fox, aumentò di oltre il 2% in borsa il giorno successivo.
In seguito O'Reilly dichiarò di essersi pentito di non aver "combattuto" contro i suoi accusatori come fece invece Sean Hannity, quando, più o meno nello stesso periodo, si trovò ad affrontare la perdita degli inserzionisti.
Pochi giorni dopo lanciò un podcast intitolato No Spin News, trasmesso poi in versione video per lo streaming nell'agosto 2017.

## Posizioni politiche
O'Reilly ha sempre detto di non essersi mai sentito vicino ad una specifica ideologia politica, scrivendo nel suo libro The O'Reilly Factor che il lettore "potrebbe chiedersi se sono conservatore, progressista, libertario o cosa altro... Ecco, non voglio rientrare in nessuna di queste etichette, perché credo che la verità non abbia etichette. Quando vedo la corruzione, cerco di denunciarla. Quando vedo lo sfruttamento, cerco di combatterlo. Questa è la mia posizione politica". Nel dicembre 2000, tuttavia, il Daily News riportò che era registrato come repubblicano dal 1994. Quando interrogato al riguardo, disse di non esserne a conoscenza, registrandosi successivamente come indipendente dopo l'intervista. Nonostante le sue osservazioni, molti lo considerano una figura conservatrice. Un sondaggio del febbraio 2009 ha rilevato che il 66% dei suoi telespettatori si identifica come conservatore, il 24% moderato e il 3% liberale, mentre un sondaggio del novembre 2008 di Zogby International ha rilevato che O'Reilly era la seconda personalità giornalistica più affidabile, dopo Rush Limbaugh.

## Curiosità
Il 12 maggio 2008 divenne virale su YouTube un video risalente ai primi anni '90 in cui si vedeva un fuori onda di O'Reilly nel periodo in cui lavorava per Inside Edition mentre inveiva verbalmente contro i tecnici dello studio lamentando la presenza di problemi nella pre-registrazione delle battute di chiusura sul suo gobbo, urlando: "Fanculo, lo faremo in diretta!", prima di continuare il segmento di chiusura del suo telegiornale. Il video originale, intitolato Bill O'Reilly Flips Out, è stato rimosso, ma un altro utente lo ha caricato di nuovo il giorno dopo e lo ha rinominato Bill O'Reilly Goes Nuts. Subito dopo la diffusione del video, O'Reilly ne riconobbe l'esistenza, affermando che stava divertendo i suoi colleghi e disse: "Ho un sacco di roba molto più recente... Se volete acquistare i nastri che ho, sarò felice di venderveli".
Lo sfogo raggiunse la notorietà in poco tempo, tanto da essere parodiato dai conduttori Stephen Colbert nel suo show The Colbert Report e Trevor Noah nel suo The Daily Show, oltreché da Stewie Griffin nel decimo episodio della settima stagione della serie animata I Griffin. In quello stesso anno il gruppo heavy metal Wednesday 13 ha intitolato il loro primo album dal vivo Fuck It, We'll Do It Live, in onore proprio della frase pronunciata da O'Reilly.

## Vita privata
O'Reilly è stato sposato dal 1996 al 2011 con Maureen E. McPhilmy, dirigente delle pubbliche relazioni, con cui ha avuto due figli: Madeline (1998) e Spencer (2003).
Nel maggio 2015, quattro anni dopo il loro divorzio, le trascrizioni del processo di custodia di O'Reilly con l'ex moglie hanno rivelato un'accusa di violenza domestica. A seguito di questa accusa, O'Reilly ha rilasciato una dichiarazione tramite il suo avvocato descrivendo il racconto come "falso al 100%" e ha rifiutato di commentare ulteriormente per "rispettare la riservatezza imposta dal tribunale messa in atto per proteggere i miei figli". Nel febbraio 2016, O'Reilly ha perso una gara per l'affidamento esclusivo di entrambi i suoi figli.